# Veyrières, Corrèze
Veyrières är en kommun i departementet Corrèze i regionen Nouvelle-Aquitaine i de centrala delarna av Frankrike. Kommunen ligger  i kantonen Bort-les-Orgues som tillhör arrondissementet Ussel. År 2022 hade Veyrières 82 invånare.

## Befolkningsutveckling
Antalet invånare i kommunen Veyrières
Referens:INSEE